# Táy pú xớc
 (décembre 2024).
Si vous disposez d'ouvrages ou d'articles de référence ou si vous connaissez des sites web de qualité traitant du thème abordé ici, merci de compléter l'article en donnant les références utiles à sa vérifiabilité et en les liant à la section « Notes et références ».
Táy pú xớc ou Taj-pɯ́-čæk (chinois : 泰逐賊, vietnamien : Thái đuổi giặc, «Les Taï ont chassé l'ennemi») est le titre d'une épopée vietnamienne.

### Bibliographiques
- Lường Vương Trung, Táy pú xớc - Kẻn kéo - Truyện thơ Thái ở Tây Bắc (500 p.), Hội Văn-nghệ Dân-gian Việt-Nam, Nhà Xuất-bản Lao-động, Hà Nội, Việt Nam, 2011.
- Nguyễn Văn Hòa, Táy pú xớc (612 p.), CSDM-VTIK, Hanoï, Viêt-Nam, 2014.
- Nguyễn Văn Hòa, Táy pú xớc (831 p.), Hội Văn-nghệ Dân-gian Việt-Nam, Nhà Xuất-bản Sân-khấu, Hà Nội, Việt Nam, 2016.